# 평화학
평화학(平和學, 영어: peace studies)는 여러 국가 간 분쟁의 원인, 분쟁 해결의 수단 및 방법, 평화 유지 등을 연구하는 학문으로 대게 사회과학으로 분류된다.

## 같이 보기
- 분쟁
- 전쟁
- 핵무기
- 홍익인간